# Campionato Italiano Gran Turismo 2012
Il Campionato Italiano Gran Turismo 2012 è la decima edizione del Campionato Italiano Gran Turismo (in inglese: Italian GT Championship).
La stagione vide gli equipaggi dei team Audi Sport Italia, ROAL Motorsport e Ebimotors presentarsi all'ultimo round valido per l'assegnazione del titolo GT3 ancora in corsa per il primo posto in classifica.

## Calendario[1]
| Round | Circuito                                                        | Data         |
| ----- | --------------------------------------------------------------- | ------------ |
| 1     | Autodromo di Vallelunga, Campagnano di Roma, Italia             | 6 Maggio     |
| 2     | Autodromo internazionale del Mugello, Scarperia, Italia         | 10 Giugno    |
| 3     | Misano World Circuit Marco Simoncelli, Misano Adriatico, Italia | 8 Luglio     |
| 4     | Red Bull Ring, Spielberg bei Knittelfeld, Austria               | 5 Agosto     |
| 5     | Autodromo Enzo e Dino Ferrari, Imola, Italia                    | 2 Settembre  |
| 6     | Autodromo internazionale del Mugello, Scarperia, Italia         | 23 Settembre |
| 7     | Autodromo Nazionale Monza, Monza, Italia                        | 21 Ottobre   |

## Entry List[2]
| Team                 | Vettura                | Motore                        | No. | Pilota              | Round |
| GT3                  | GT3                    | GT3                           | GT3 | GT3                 | GT3   |
| -------------------- | ---------------------- | ----------------------------- | --- | ------------------- | ----- |
| Audi Sport Italia    | Audi R8 LMS ultra      | Audi 5.2 L V10                | 31  | Andrea Sonvico      | Tutti |
| Audi Sport Italia    | Audi R8 LMS ultra      | Audi 5.2 L V10                | 31  | Christian Montanari | 1-2   |
| Audi Sport Italia    | Audi R8 LMS ultra      | Audi 5.2 L V10                | 31  | Dindo Capello       | 3-7   |
| Audi Sport Italia    | Audi R8 LMS ultra      | Audi 5.2 L V10                | 32  | Davide Di Benedetto | Tutti |
| Audi Sport Italia    | Audi R8 LMS ultra      | Audi 5.2 L V10                | 32  | Alex Frassineti     | Tutti |
| ROAL Motorsport      | BMW E89 Z4 GT3         | BMW 4.4 L V8                  | 33  | Thomas Biagi        | Tutti |
| ROAL Motorsport      | BMW E89 Z4 GT3         | BMW 4.4 L V8                  | 33  | Stefano Colombo     | Tutti |
| ROAL Motorsport      | BMW E89 Z4 GT3         | BMW 4.4 L V8                  | 34  | Michela Cerruti     | Tutti |
| ROAL Motorsport      | BMW E89 Z4 GT3         | BMW 4.4 L V8                  | 34  | Edoardo Liberati    | Tutti |
| Easy Race            | Ferrari 458 Italia GT3 | Ferrari F142 4.5 L V8         | 36  | Gabriele Lancieri   | 2-6   |
| Easy Race            | Ferrari 458 Italia GT3 | Ferrari F142 4.5 L V8         | 36  | Fabio Mancini       | 2-7   |
| Easy Race            | Ferrari 458 Italia GT3 | Ferrari F142 4.5 L V8         | 36  | Marco Magli         | 7     |
| Antonelli Motorsport | Porsche 911 GT3 R      | Porsche 4.0 L Flat-6          | 37  | Christian Passuti   | Tutti |
| Antonelli Motorsport | Porsche 911 GT3 R      | Porsche 4.0 L Flat-6          | 37  | Massimo Monti       | 1-4   |
| Antonelli Motorsport | Porsche 911 GT3 R      | Porsche 4.0 L Flat-6          | 37  | Paolo Ruberti       | 5     |
| Antonelli Motorsport | Porsche 911 GT3 R      | Porsche 4.0 L Flat-6          | 37  | Matteo Malucelli    | 6-7   |
| Vita4One Team Italy  | Ferrari 458 Italia GT3 | Ferrari F142 4.5 L V8         | 39  | Stefano Comandini   | Tutti |
| Vita4One Team Italy  | Ferrari 458 Italia GT3 | Ferrari F142 4.5 L V8         | 39  | Valentino Fornaroli | 1-6   |
| Vita4One Team Italy  | Ferrari 458 Italia GT3 | Ferrari F142 4.5 L V8         | 41  | Enrique Bernoldi    | 1     |
| Vita4One Team Italy  | Ferrari 458 Italia GT3 | Ferrari F142 4.5 L V8         | 41  | Michael Lyons       | 1     |
| Ebimotors            | Porsche 911 GT3 R      | Porsche 4.0 L Flat-6          | 44  | Alessandro Balzan   | Tutti |
| Ebimotors            | Porsche 911 GT3 R      | Porsche 4.0 L Flat-6          | 44  | Giacomo Barri       | Tutti |
| Bhaitech             | McLaren MP4-12C GT3    | McLaren Nissan M838T 3.8 L V8 | 48  | Chris van der Drift | 5-7   |
| Bhaitech             | McLaren MP4-12C GT3    | McLaren Nissan M838T 3.8 L V8 | 48  | Alessandra Neri     | 5-7   |